# Pak Heon-yeong
Pak Heon-yeong (28 de mayo de 1900-19 de diciembre de 1956) fue activista de la independencia,  escritor, periodista, militante comunista de Corea. Dirigente del Partido Comunista de Corea. En 1955, debido a la derrota en la Guerra de Corea, fue condenado a la pena de muerte y a la confiscación de todos sus bienes. Aunque la Unión Soviética y la República Popular China intentaron disuadir a Kim Il-sung de ejecutar a Pak, este fue finalmente ejecutado por la falsa acusación de ser un espía estadounidense.

## Obras
- La sociedad moderna y nuestro deber (현 정세와 우리의 의무)
- histórica vista de Christian interno (역사적으로 바라본 기독교의 내면)